# Jamal Rahimov
Jamal Rahimov est un cavalier azerbaïdjanais de saut d'obstacles.

## Biographie
Jamal Rahimov est né le 16 septembre 1987 à Bakou. Il a commencé au saut d'obstacles en 1998 à Istanbul.
J. Rahimov est le premier sauteur qui a représenté l'Azerbaïdjan dans les épreuves équestres aux Jeux Olympiques.
Il parle couramment l'azéri, l'anglais, le français, le russe et le turc.

## Carrière
Aux Jeux olympiques de 2008, Rahimov a participé au saut d'obstacles individuel. Il a terminé au deuxième tour de qualification, parce qu'il est tombé de son cheval.
Aux Jeux olympiques de 2012, il a participé à la même épreuve et a terminé au deuxième tour de qualification.